# Biflation
 (juin 2012).
Si vous disposez d'ouvrages ou d'articles de référence ou si vous connaissez des sites web de qualité traitant du thème abordé ici, merci de compléter l'article en donnant les références utiles à sa vérifiabilité et en les liant à la section « Notes et références ».
La biflation (parfois appelée mixflation) désigne une situation où, dans une économie, le phénomène d'inflation et celui de déflation se produisent simultanément sur des biens différents. 

## Histoire
Le terme est créé par F. Brown Osborne, analyste financier du groupe d'investissement Phoenix.  

## Concept
Pendant une phase de biflation, il y a une hausse du prix des produits de base et des actifs fondés sur les rémunérations, et, en même temps, une baisse du prix des actifs fondés sur des dettes. Le prix de l'ensemble des actifs est basé sur la demande qui en est faite par rapport au volume de monnaie en circulation qui permet de les acheter. 
L'économie est alimentée par une surabondance de liquidité injectée dans l'économie par les banques centrales. Comme la demande reste forte pour la plupart des produits de base les plus essentiels (alimentation, énergie, habillement), leur prix augmente en raison de l'augmentation du volume de liquidité permettant de les acheter. L'augmentation des prix pour ces biens essentiels est le bras inflationniste de la biflation. 
Toutefois, l'économie est freinée par l'augmentation du chômage et la baisse du pouvoir d'achat. Il en résulte qu'une plus grande partie de l'argent est dirigée vers l'achat de produits essentiels et ne va pas vers ceux qui le sont moins. Les actifs à base de dettes (maisons luxueuses, voitures haut de gamme et autres actifs du même genre fondés sur les dettes) étant moins essentiels voient leur demande baisser. En conséquence, leurs prix tombent en raison de la diminution du volume d'argent qui y est consacré. La baisse de prix d'achat de ces produits non essentiels constitue dans la biflation le bras de la déflation des prix.

## Exemple
L'économie mondiale est dans un état permanent de biflation du fait que certains pays connaissent de l'inflation, tandis que d'autres connaissent de la déflation.
La biflation arrive dans un pays notamment lorsque le prix des biens achetés à l'étranger augmente, mais que le prix des biens produits au niveau national est en baisse du fait d'une situation déflationniste dans le pays.
La Chine connaît un phénomène de biflation dans les années 2000 du fait de l'augmentation du prix des matières premières et de la baisse du prix du produit fini, résultant dans une compression de marges.